# Myconymphaea
Myconymphaea är ett släkte av svampar. Myconymphaea ingår i familjen Kickxellaceae, ordningen Kickxellales, divisionen oksvampar och riket svampar.
|              | Coemansia                                 |
|              |                                           |
|              | Kickxella                                 |
|              |                                           |
|              | Martensella                               |
|              |                                           |
|              | Mycoëmilia                                |
|              |                                           |
|              | Ramicandelaber                            |
|              |                                           |
| Myconymphaea | \| \| Myconymphaea yatsukahoi \| \| \| \| |
|              | \| \| Myconymphaea yatsukahoi \| \| \| \| |
|              | Spiromyces                                |
|              |                                           |
|              | Linderina                                 |
|              |                                           |
|              | Dipsacomyces                              |
|              |                                           |
|              | Pinnaticoemansia                          |
|              |                                           |
|              | Spirodactylon                             |
|              |                                           |
|              | Martensiomyces                            |
|              |                                           |
|              | Myconymphaea yatsukahoi                   |
|              |                                           |

|  | Myconymphaea yatsukahoi |
|  |                         |